# Clostera mahatma
Clostera mahatma är en fjärilsart som beskrevs av Felix Bryk 1950. Clostera mahatma ingår i släktet Clostera och familjen tandspinnare. Inga underarter finns listade i Catalogue of Life.